# Silvius melanopterus
Silvius melanopterus är en tvåvingeart som först beskrevs av James Stewart Hine 1905.  Silvius melanopterus ingår i släktet Silvius och familjen bromsar. Inga underarter finns listade i Catalogue of Life.